# مطار تشانغتشون الدولي
مطار تشانغتشون الدولي (بالإنجليزية: Changchun Longjia International Airport)‏ (إياتا: CGQ، إيكاو: ZYCC) يقع في مدينة تشانغتشون في جمهورية الصين الشعبية. صنف مطار تشانغتشون الدولي في المرتبة الثالثة والثلاثون في الصين من حيث عدد الركاب عام 2011 وفقًا لإدارة الطيران المدني في الصين، حيث تعامل مع 4,971,667 راكب، وبلغ إجمالي حركة الطائرات (القادمة والمغادرة) 41,364 طائرة وقد بلغت كمية البضائع المنقولة عبر المطار 62,256 طن.

## شركات الطيران والوجهات
| شركـات طيـران            | الوجهات |
| ------------------------ | --- |
| 9 Air                    | مطار قوانغتشو باييون الدولي، مطار قوييانغ لونغدونغابو الدولي، مطار حيفي شينكياو الدولي، Lianyungang، مطار نانجينغ الدولي، مطار تشنغتشو الدولي |
| Air Chang'an             | مطار شيان شيانيانغ الدولي، مطار يانتاي جاوشوي الدولي |
| طيران الصين              | مطار بكين العاصمة الدولي، مطار بكين داشينغ الدولي، مطار جينغديو الجديد، مطار تشونغتشينغ جيانغبى الدولي، مطار فرانكفورت، مطار هانغتشو شياوشان الدولي، مطار شانغهاي بودنغ الدولي، مطار تيانجين الدولي، مطار ونزهو يونجقيانج الدولي، مطار ووهان الدولي، مطار يانتاي جاوشوي الدولي، مطار تشنغتشو الدولي |
| Air Guilin               | مطار سوزهو جوانين |
| Air Travel ‏              | مطار كونمينغ جانغشوي الدولي، مطار سنن شوفانغ الدولي |
| خطوط آسيانا الجوية       | مطار إنتشون الدولي |
| خطوط العاصمة بكين الجوية | مطار تشانغشا هوانغوا الدولي، مطار هايكو ميلان الدولي، مطار حيفي شينكياو الدولي، مطار سانيا فينيكس الدولية، مطار شيجياتشوانغ تشنغدينغ الدولي، مطار ووهان الدولي، مطار شيان شيانيانغ الدولي |
| Chengdu Airlines         | مطار جينغديو الجديد، مطار قوييانغ لونغدونغابو الدولي، مطار شيجياتشوانغ تشنغدينغ الدولي، مطار يهاي داسهويبو، مطار نانيانغ يانتشنغ |
| خطوط شرق الصين الجوية    | مطار تشنغدو شوانغليو الدولي، مطار تشيفنغ يولونغ، مطار قوانغتشو باييون الدولي، مطار قويلين يانغ جيانغ الدولي، مطار حيفي شينكياو الدولي، مطار جينان الدولي، مطار كونمينغ جانغشوي الدولي، مطار لانتشو تشونغ تشوان، مطار لوئهو يونلونغ، مطار نانجينغ الدولي، مطار غينغادو جياودونغ الدولي، مطار شانغهاي بودنغ الدولي، مطار يهاي داسهويبو، مطار شيان شيانيانغ الدولي |
| خطوط جنوب الصين الجوية   | مطار فوتشنغ بيهاي، مطار بكين داشينغ الدولي، مطار تشانغبايشان، مطار تشانغشا هوانغوا الدولي، مطار تشانغتشو بيننو، مطار تشنغدو شوانغليو الدولي، مطار تشونغتشينغ جيانغبى الدولي، مطار قوانغتشو باييون الدولي، مطار قوييانغ لونغدونغابو الدولي، مطار هايكو ميلان الدولي، مطار هانغتشو شياوشان الدولي، مطار جيجو الدولي، مطار جييانغ شاوشان، مطار جينان الدولي، مطار كونمينغ جانغشوي الدولي، مطار لينفين غيوالي، مطار تشوبو سنتراير الدولي، مطار نانجينغ الدولي، مطار نانينغ الدولي، مطار كانساي الدولي، مطار غينغادو جياودونغ الدولي، مطار سانيا فينيكس الدولية، مطار إنتشون الدولي، مطار شانغهاي بودنغ الدولي، مطار شينزين باوان الدولي، مطار تايوان تاويوان الدولي، مطار تيانجين الدولي، مطار ناريتا الدولي، مطار أورومتشي الدولي، مطار ونزهو يونجقيانج الدولي، مطار ووهان الدولي، مطار شيامن قاوتشي الدولي، مطار شيان شيانيانغ الدولي، مطار شينينغ الدولي، مطار شيشوانغباننا غاسا، مطار نانيانغ يانتشنغ، مطار يانجي تشاويانغتشوان، مطار ييوو، مطار تشنغتشو الدولي، مطار تشوهاى سانزو |
| China United Airlines    | مطار اوردوس إيجين هورو، مطار ونزهو يونجقيانج الدولي |
| Chongqing Airlines       | مطار تشونغتشينغ جيانغبى الدولي، مطار نانتشانغ تشانغبى الدولي |
| Donghai Airlines         | مطار نانتونغ شينغ دونغ، مطار شينزين باوان الدولي |
| خطوط هاينان الجوية       | مطار بكين العاصمة الدولي، مطار تشانغشا هوانغوا الدولي، مطار هايكو ميلان الدولي، مطار هانغتشو شياوشان الدولي، مطار حيفي شينكياو الدولي، مطار لانتشو تشونغ تشوان، مطار سانيا فينيكس الدولية، مطار ووهان الدولي |
| Hebei Airlines           | مطار قوييانغ لونغدونغابو الدولي، مطار شيجياتشوانغ تشنغدينغ الدولي |
| Joy Air                  | مطار تشانغبايشان |
| خطوط جونياو الجوية       | مطار هويزهو، مطار نانجينغ الدولي، مطار غينغادو جياودونغ الدولي، مطار شانغهاي بودنغ الدولي |
| Kunming Airlines         | مطار تشانغشا هوانغوا الدولي، مطار كونمينغ جانغشوي الدولي |
| طيران لونج               | مطار جينغديو الجديد، مطار قوانغتشو باييون الدولي، مطار هانغتشو شياوشان الدولي، Heze، مطار جييانغ شاوشان، مطار نانجينغ الدولي، مطار ريتشاو، مطار شانغهاي بودنغ الدولي، مطار شينزين باوان الدولي، مطار يهاي داسهويبو، مطار ووهان الدولي، مطار شانغينغ ليوجي، مطار شيشوانغباننا غاسا، مطار سوزهو جوانين، مطار ينتشوان خه دونغ، مطار تشنغتشو الدولي، مطار تشوهاى سانزو |
| خطوط لاكي الجوية         | مطار تشنغتشو الدولي |
| خطوط طيران أوكاي         | مطار شينزين باوان الدولي، مطار شيجياتشوانغ تشنغدينغ الدولي، مطار يانغزهو تايزهو |
| OTT Airlines             | Lianyungang، مطار نانتشانغ تشانغبى الدولي |
| Qingdao Airlines         | مطار تشانغتشو بيننو، مطار جينغديو الجديد، مطار تشونغتشينغ جيانغبى الدولي، مطار فوتشو تشانغله الدولي، مطار قوييانغ لونغدونغابو الدولي، مطار هايكو ميلان الدولي، مطار حيفي شينكياو الدولي، مطار هوايان ليانشوي، مطار جينان الدولي، مطار ساني ليجيانغ، مطار ليني شوبولينغ، مطار نانجينغ الدولي، مطار نانينغ الدولي، مطار نانتونغ شينغ دونغ، مطار غينغادو جياودونغ الدولي، مطار جينجيانغ تشيوانتشو، مطار سانيا فينيكس الدولية، مطار تيانجين الدولي، مطار ويفانغ، مطار يانغزهو تايزهو، مطار يانتاي جاوشوي الدولي |
| Ruili Airlines           | مطار كونمينغ جانغشوي الدولي، Wuhu |
| خطوط شاندونغ الجوية      | مطار تشونغتشينغ جيانغبى الدولي، مطار قوييانغ لونغدونغابو الدولي، مطار جينان الدولي، مطار غينغادو جياودونغ الدولي، مطار تاييوان وسو الدولي، مطار شيامن قاوتشي الدولي، مطار يانتاي جاوشوي الدولي، مطار تشوهاى سانزو |
| خطوط شانغهاي الجوية      | مطار داتونغ يونغانغ، مطار فوتشو تشانغله الدولي، مطار قويلين يانغ جيانغ الدولي، مطار هايكو ميلان الدولي، مطار جييانغ شاوشان، مطار جينينغ كوفو، مطار نانجينغ الدولي، مطار اوردوس إيجين هورو، مطار شانغهاي بودنغ الدولي، مطار تاييوان وسو الدولي، مطار يهاي داسهويبو، مطار يانتاي جاوشوي الدولي |
| خطوط شينزين الجوية       | مطار تشانغتشو بيننو، مطار قوانغتشو باييون الدولي، مطار ليني شوبولينغ، مطار ميانيانغ نانيجو، مطار نانتشانغ تشانغبى الدولي، مطار نانجينغ الدولي، مطار نانتونغ شينغ دونغ، مطار جينجيانغ تشيوانتشو، مطار سانيا فينيكس الدولية، مطار شينزين باوان الدولي، مطار يانغزهو تايزهو، مطار يانتاي جاوشوي الدولي، مطار تشنغتشو الدولي، مطار تشوهاى سانزو |
| خطوط سيتشوان الجوية      | مطار تشنغدو شوانغليو الدولي، مطار جينغديو الجديد مطار هانغتشو شياوشان الدولي، مطار جينان الدولي، مطار كونمينغ جانغشوي الدولي، مطار لينفين غيوالي، مطار نانينغ الدولي، مطار سانيا فينيكس الدولية، مطار تاييوان وسو الدولي، مطار تيانجين الدولي، مطار شيان شيانيانغ الدولي، مطار يولين يو يانغ، مطار تشنغتشو الدولي |
| سبرينغ (شركة طيران)      | مطار دونغينغ شنغلي، مطار هوايان ليانشوي، مطار جييانغ شاوشان، مطار لانتشو تشونغ تشوان، مطار نانتشانغ تشانغبى الدولي، مطار نينغبو ليش الدولي، مطار شانغهاي بودنغ الدولي، مطار شينزين باوان الدولي، مطار شيجياتشوانغ تشنغدينغ الدولي، مطار شيامن قاوتشي الدولي، مطار يانغزهو تايزهو، مطار تشنغتشو الدولي |
| خطوط سوبارنا الجوية      | مطار شانغهاي بودنغ الدولي |
| خطوط تيانجين الجوية      | مطار تيانجين الدولي، مطار أورومتشي الدولي |
| طيران التبت              | مطار تشنغدو شوانغليو الدولي، مطار تيانجين الدولي |
| خطوط أورال الجوية        | مطار سوفارنابومي الدولي، Irkutsk، مطار دوموديدوفو الدولي Seasonal: Vladivostok |
| خطوط فيت جيت             | مطار كام رانه الدولي |
| الخطوط الجوية الفيتنامية | Seasonal charter: مطار كام رانه الدولي |
| خطوط زيامن الجوية        | مطار تشانغشا هوانغوا الدولي، مطار فوتشو تشانغله الدولي، مطار هانغتشو شياوشان الدولي، مطار جينان الدولي، Lianyungang، مطار نينغبو ليش الدولي، مطار غينغادو جياودونغ الدولي، مطار جينجيانغ تشيوانتشو، مطار تيانجين الدولي، مطار شيامن قاوتشي الدولي، مطار يونتشنغ قوانقونغ |